# هيكتور سانتشيز كابريرا
هيكتور سانتشيز كابريرا (بالإسبانية: Héctor Sánchez Cabrera)‏ (مواليد 31 مارس 1985 في فويرتيفينتورا - إسبانيا) لاعب كرة قدم إسباني يلعب حاليا لصالح نادي الدرجة الأولى تينيريفي الإسباني منذ 2003 في مركز قلب الدفاع .

## روابط خارجية
- هيكتور سانتشيز كابريرا على موقع قاعدة بيانات كرة القدم.إي يو (الإنجليزية)
- هيكتور سانتشيز كابريرا على موقع Soccerway.com (الإنجليزية)
- هيكتور سانتشيز كابريرا على موقع عالم كرة القدم.نت (الإنجليزية)